# Verhandlungen und Mittheilungen des Siebenbürgischen Vereins für Naturwissenschaften zu Hermannstadt
Verhandlungen und Mittheilungen des Siebenbürgischen Vereins für Naturwissenschaften zu Hermannstadt (abreviado Verh. Mitth. Siebenburg. Vereins Naturwiss. Hermannstadt) fue una revista ilustrada con descripciones botánicas que fue editada en Alemania. Se publicaron 92 números en los años 1850-1942.